# Blåfjella-Skjækerfjella nationalpark
 Blåfjella-Skjækerfjella nasjonalpark  (sydsamiska: Låarte-Skæhkere nasjonalpark) är Norges femte största nationalpark på fastlandet. Parken är belägen i skogs- och fjällområdena i östra Nord-Trøndelag, intill den svenska gränsen. Parken blev upprättad den 17 december 2004 för att skydda ett karakteristiskt fjällandskap med inslag av urskog. Parken täcker ett område på 1 924 km². Samma dag blev Lierne nationalpark upprättad, lite längre österut.
Nationalparken har flera skyddsvärda områden, varav ett stort orört skyddsområde, viktiga landskaps- och naturtyper, viktig rekreationsterräng, samiskt natur- och kulturbruk, samt olika kulturminnen. I anslutning till parken ligger även ett landskapsvernområde och fyra naturreservat.
Nationalparken ligger i kommunerna Verdal, Steinkjer, Snåsa (halva kommunen), Grong och Lierne. Den gränsar till Skjækra landskapsvernområde, Arvasslia naturreservat, Berglimyra og Klumplifjellet naturreservat,
Gaundalsmyra naturreservat och Storfloa naturreservat. En del av nationalparken omfattar den sedan tidigare existerande Gressåmoen nationalpark (vilken etablerades 1970, med en yta på 151 km²), som blir ett område där storviltjakt är förbjuden.

### Fotnoter
1. ↑  Tom Schandy og Tom Helgesen: 100 norske naturperler, Forlaget Tom&Tom, Vestfossen 2008, s. 193.